# Thérèse Vestris
Pour les articles homonymes, voir Vestris.
Maria Teresa Francesca, dite Thérèse Vestris, est une danseuse franco-italienne née à Florence en 1726 et morte à Paris le 18 janvier 1808,.

## Biographie
Sœur aînée de Gaëtan et d'Angiolo Vestris, Thérèse Vestris danse à Naples et à Palerme, puis à Vienne où elle devient la maîtresse du prince Eszterházy, provoquant la jalousie de l'impératrice Marie-Thérèse qui la fait déplacer à Dresde.
Arrivée à Paris en 1746, elle débute à l'Opéra en 1751 et est souvent partenaires de ses frères.
Célèbre pour sa vie galante, ses relations influentes lui permettront de faire accéder sa famille aux plus hautes fonctions du ballet de l'Opéra.